# Heinz Reinefarth
Heinz Reinefarth est un juriste, SS-Gruppenführer pendant la seconde guerre mondiale, et homme politique allemand, né le 26 décembre 1903 à Gnesen, en Prusse (aujourd'hui Gniezno en Pologne) et mort le 7 mai 1979 à Westerland, sur l'île de Sylt.
Il a été membre de la Waffen-SS et de la police SS, en occupant notamment la fonction de Höhere(r) SS- und Polizeiführer (en abrégé, HSSPf : chef supérieur de la SS et de la police) pour le Wartheland en Pologne, pendant l'année 1944.
Pendant le soulèvement de Varsovie de l'été 1944, ses troupes ont commis de nombreuses atrocités au cours de la répression qui a suivi, mais il n'a jamais été poursuivi pour ces crimes de guerre.
Après la guerre, il a été député au Landtag de Schleswig-Holstein et maire de Westerland (de) (aujourd'hui un quartier dans l'île et commune de Sylt) de 1951 à 1964.

## Biographie

### Début de carrière
Fils d'un conseiller de tribunal de grande instance, Heinrich Reinefarth passe en 1922 son Abitur et devient en 1923 membre du corps franc de l'Oberland (de). Il étudie le droit à Iéna et intègre la fraternité d'étudiants Landsmannschaft Suevia Jena. C'est lors d'un combat traditionnel d'escrime entre sociétés d'étudiants (une Mensur) qu'il est blessé d'une balafre (en allemand : Schmiss) sur la joue gauche. Une fois diplômé, il exerce comme juge. En 1932, il devient adhérent du Parti national-socialiste (carte de membre numéro 1.268.933) et entre dans la SS (carte de membre numéro 56.634). Entre 1932 et 1939, il est avocat et notaire. Il se marie en 1932 et a deux enfants.

### La Deuxième Guerre mondiale

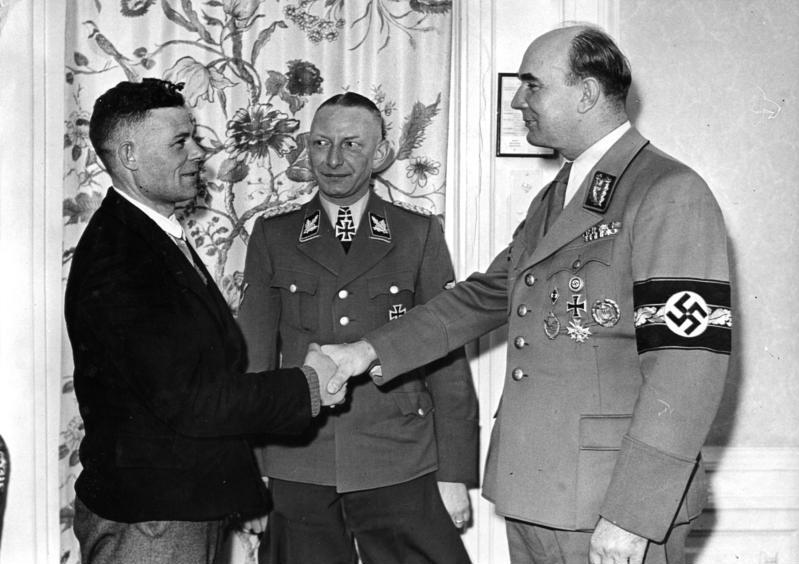
Reinefarth (au centre), avec Arthur Greiser (à droite), gauleiter du Wartheland, accueillant à Litzmannstadt (nom légal de Łódź entre 1940 et 1945) le millionième de (colon allemand) dans son Reichsgau (1er mars 1944).

Au début de la Seconde Guerre mondiale, Reinefarth est adjudant de réserve et est incorporé dans l'armée de terre pour participer à la campagne de Pologne en septembre 1939. Pendant la bataille de France, où il est chef de section dans la 14e compagnie du 337e régiment d'infanterie, il est décoré de la croix de chevalier de la croix de fer. Mi-1942, il est déclaré inapte au service armé en raison de graves engelures contractées pendant la guerre en Union soviétique. Il quitte l'armée avec le grade d'Oberleutnant et devient inspecteur général de l'administration dans le protectorat de Bohême-Moravie (territoire de l'actuelle République tchèque) de juin 1942 — époque où le gouverneur général du protectorat Reinhard Heydrich est assassiné par des résistants tchécoslovaques — jusqu'au milieu de l'année 1943. Après avoir passé quelques mois au siège central de l'Ordnungspolizei, il est nommé fin janvier 1944 Höhere(r) SS- und Polizeiführer (HSSPf) du Wartheland, le policier SS le plus gradé dans un Gau ou un territoire occupé.
Le 3 août 1944, Himmler lui demande d'aller seconder Erich von dem Bach-Zelewski dans la répression de l'insurrection de Varsovie, déclenchée par l'armée intérieure polonaise (Armia Krajowa) et qui s'étend sur deux mois (du 1er août au 2 octobre 1944). Ses « soudards » se caractérisent par la plus extrême brutalité, proche de la bestialité. Les assassinats en masse qui voient périr plus de 100 000 civils polonais s'accompagnent toujours de viols en masse, entre autres excès. S'y distinguent particulièrement les membres des unités de la brigade Dirlewanger et ceux de la 29e division SS de fantassins (russe no 1), ex-« brigade SS d'assaut RONA », qui comptent parmi leurs victimes de nombreux jeunes, voire des enfants. Pour la réussite de son intervention à Varsovie, Reinefarth est décoré le 30 septembre 1944 des feuilles de chêne, qui complètent sa croix de chevalier de la croix de fer, reçue en 1940.

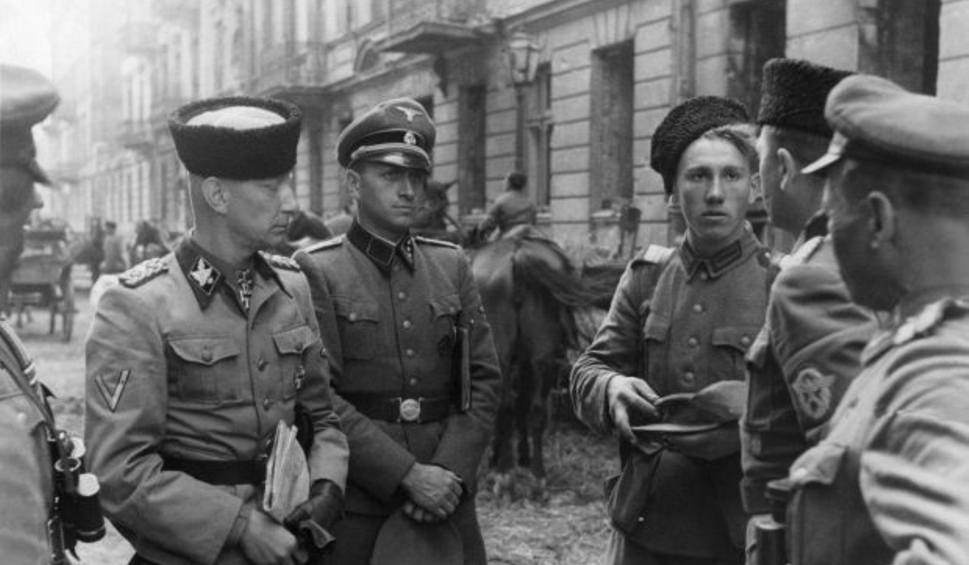
Reinefarth (à gauche avec une toque de cosaque), écoutant le compte rendu d'un soldat (de face à droite, avec une toque également) de la SS de fantassins (russe no 1), lors de l'insurrection de Varsovie (vers septembre 1944).

Le 2 février 1945, Hitler le nomme commandant de la forteresse de Küstrin sur l'Oder, qui est conquise en mars par l'armée soviétique après d'intenses bombardements. Cette bataille coûte la vie à environ 5 000 soldats allemands et à 6 000 soldats soviétiques. Contre des ordres d'Hitler, Reinefarth et ses officiers SS échappent à l'anéantissement dans la ville avec un millier de soldats, à la suite de quoi Reinefarth est immédiatement condamné à mort par un tribunal militaire allemand pour lâcheté face à l'ennemi. Le jugement ne peut être exécuté en raison de la situation critique sur le front et Reinefarth, mêlé à la troupe d'un groupe d'armées en déroute, réussit à se rendre aux Britanniques sur le front occidental, de l'autre côté de l'Elbe.
À la fin de la Seconde Guerre mondiale, et juste avant sa condamnation à mort avortée, son rang dans la Schutzstaffel était SS-Gruppenführer und Generalleutnant der Polizei.

### Après la guerre
Ainsi Reinefarth est prisonnier des Britanniques mais, malgré les crimes de ses unités, il parvient à échapper à un procès ou à une extradition vers la Pologne : il est libéré pour manque de preuves par un tribunal de Hambourg.
De décembre 1951 jusqu'en 1964, il est maire de la commune de Westerland (de) sur l'île de Sylt en mer du Nord, proche du continent. En 1958 pour le compte du Bloc des réfugiés, il est élu député au Landtag du Schleswig-Holstein. Le ministère public ayant ouvert une enquête contre lui pour crimes de guerre, il est contraint de se retirer de la vie politique mais, après 1967, il exerce à nouveau comme avocat à Westerland. Les enquêtes à son encontre finissent par être classées sans suite et, en 1979, il meurt sur l'île de Sylt, à l'âge de 75 ans.

## Autres fonctions
- Député au Kreistag (chambre du district) et membre du Kreisausschuss (comité du district) du district du Südtondern (de).
- Membre du comité directeur du Bloc des réfugiés.
- Membre du comité directeur de l'Arbeitsrechtliche Vereinigung (Association pour le droit du travail) et de l'Office de tourisme du Nordmark.
- Président pour l'Ortsauschuss (comité local) de Sylt de la Deutsche Gesellschaft zur Rettung Schiffbrüchiger (Société allemande de sauvetage des naufragés) et de la Société allemande de sauvetage de Westerland (de) (quartier de Sylt).

## Décorations
- Croix de fer (1939) de seconde puis de première classe.
- Croix du Mérite de guerre (1939) deuxième classe avec glaives.
- Croix de chevalier de la croix de fer avec feuilles de chêne[3] :
  - croix de chevalier de la croix de fer le 25 juin 1940 ;
  - feuilles de chêne le 30 septembre 1944 (608e attribution).
- Nahkampfspange en Bronze.
- Ehrendegen des RFSS.
- Totenkopfring der SS.